# Фредрік Б'єррегус
Фредрік Голмквіст Б'єррегус (дан. Fredrik Holmquist Bjerrehuus; нар. 14 січня 1990) — данський борець греко-римського стилю, триразовий чемпіон Північних чемпіонатів, учасник Олімпійських ігор.

## Життєпис
Боротьбою почав займатися з 1995 року.
Посівши на чемпіонаті світу 2019 року п'яте місце, здобув ліцензію на літні Олімпійські ігри в Токіо. На Олімпіаді Б'єррегус у першому раунді змагань поступився з рахунком 1:5 представнику України азербайджанського походження Парвізу Насібову. Український спортсмен пробився до фіналу, що дало право Б'єррегусу позмагатися у втішному турнірі за бронзову нагороду. Однак у першому поєдинку він знову поступився представнику Олімпійського комітету Росії Артему Суркову з рахунком 0:7 та вибув зі змагань, посівши у підсумку чотирнадцяте місце.
Виступає за борцівські клуби BK Thor, BK Herning. Тренери — Хакан Ніблом, Тор Хіллєгард, Жимон Когут.

## Спортивні результати на міжнародних змаганнях

### Виступи на Олімпіадах
| Змагання                    | Збірна | Вагова категорія                 | Місце |
| --------------------------- | ------ | -------------------------------- | ----- |
| Літні Олімпійські ігри 2020 | Данія  | греко-римська боротьба, до 67 кг | 14    |

### Виступи на Чемпіонатах світу
| Змагання                        | Збірна | Вагова категорія                 | Місце |
| ------------------------------- | ------ | -------------------------------- | ----- |
| Чемпіонат світу з боротьби 2011 | Данія  | греко-римська боротьба, до 66 кг | 32    |
| Чемпіонат світу з боротьби 2014 | Данія  | греко-римська боротьба, до 66 кг | 32    |
| Чемпіонат світу з боротьби 2017 | Данія  | греко-римська боротьба, до 66 кг | 23    |
| Чемпіонат світу з боротьби 2018 | Данія  | греко-римська боротьба, до 67 кг | 7     |
| Чемпіонат світу з боротьби 2019 | Данія  | греко-римська боротьба, до 67 кг | 5     |

### Виступи на Чемпіонатах Європи
| Змагання                         | Збірна | Вагова категорія                 | Місце |
| -------------------------------- | ------ | -------------------------------- | ----- |
| Чемпіонат Європи з боротьби 2012 | Данія  | греко-римська боротьба, до 66 кг | 24    |
| Чемпіонат Європи з боротьби 2017 | Данія  | греко-римська боротьба, до 66 кг | 14    |
| Чемпіонат Європи з боротьби 2018 | Данія  | греко-римська боротьба, до 67 кг | 5     |
| Чемпіонат Європи з боротьби 2019 | Данія  | греко-римська боротьба, до 67 кг | 24    |
| Чемпіонат Європи з боротьби 2021 | Данія  | греко-римська боротьба, до 67 кг | 7     |

### Виступи на Європейських іграх
| Змагання              | Збірна | Вагова категорія                 | Місце |
| --------------------- | ------ | -------------------------------- | ----- |
| Європейські ігри 2015 | Данія  | греко-римська боротьба, до 66 кг | 9     |

### Виступи на Північних чемпіонатах
| Змагання                    | Збірна | Вагова категорія                 | Місце |
| --------------------------- | ------ | -------------------------------- | ----- |
| Кубок світу з боротьби 2010 | Данія  | греко-римська боротьба, до 60 кг | 7     |

### Виступи на Кубках світу
| Змагання                            | Збірна | Вагова категорія                 | Місце  |
| ----------------------------------- | ------ | -------------------------------- | ------ |
| Північний чемпіонат з боротьби 2011 | Данія  | греко-римська боротьба, до 66 кг | 5      |
| Північний чемпіонат з боротьби 2012 | Данія  | греко-римська боротьба, до 66 кг | Срібло |
| Північний чемпіонат з боротьби 2014 | Данія  | греко-римська боротьба, до 66 кг | Бронза |
| Північний чемпіонат з боротьби 2015 | Данія  | греко-римська боротьба, до 71 кг | Срібло |
| Північний чемпіонат з боротьби 2016 | Данія  | греко-римська боротьба, до 66 кг | Золото |
| Північний чемпіонат з боротьби 2017 | Данія  | греко-римська боротьба, до 71 кг | Золото |
| Північний чемпіонат з боротьби 2021 | Данія  | греко-римська боротьба, до 67 кг | Золото |

### Виступи на інших змаганнях
| Змагання                                                         | Збірна | Вагова категорія                 | Місце  |
| ---------------------------------------------------------------- | ------ | -------------------------------- | ------ |
| Тор Мастерс 2007                                                 | Данія  | греко-римська боротьба, до 55 кг | Золото |
| Тор Мастерс 2009                                                 | Данія  | греко-римська боротьба, до 66 кг | 4      |
| Гран-прі Іспанії з боротьби 2011                                 | Данія  | греко-римська боротьба, до 66 кг | 14     |
| Тор Мастерс 2012                                                 | Данія  | греко-римська боротьба, до 66 кг | 5      |
| Олімпійський кваліфікаційний турнір з боротьби 2012 (Гельсінкі)  | Данія  | греко-римська боротьба, до 66 кг | 27     |
| Тор Мастерс 2013                                                 | Данія  | греко-римська боротьба, до 66 кг | 8      |
| Турнір Дана Колова — Николи Петрова 2013                         | Данія  | греко-римська боротьба, до 66 кг | 8      |
| Гран-прі Іспанії з боротьби 2013                                 | Данія  | греко-римська боротьба, до 66 кг | 9      |
| Кубок Арво Хаавісто 2013                                         | Данія  | греко-римська боротьба, до 66 кг | Срібло |
| Тор Мастерс 2014                                                 | Данія  | греко-римська боротьба, до 66 кг | Золото |
| Золотий Гран-прі з боротьби 2014 (Сомбатгей)                     | Данія  | греко-римська боротьба, до 66 кг | 13     |
| Trophee Milone 2014                                              | Данія  | греко-римська боротьба, до 66 кг | Золото |
| Відкритий чемпіонат Стокгольма з боротьби 2014                   | Данія  | греко-римська боротьба, до 66 кг | Золото |
| Гран-прі FILA 2015                                               | Данія  | греко-римська боротьба, до 66 кг | 25     |
| Тор Мастерс 2015                                                 | Данія  | греко-римська боротьба, до 66 кг | Золото |
| Кубок Владислава Пітласинські 2015                               | Данія  | греко-римська боротьба, до 66 кг | 27     |
| Кубок Арво Хаавісто 2015                                         | Данія  | греко-римська боротьба, до 66 кг | Бронза |
| Гран-прі Угорщини з боротьби 2016                                | Данія  | греко-римська боротьба, до 66 кг | 12     |
| Тор Мастерс 2016                                                 | Данія  | греко-римська боротьба, до 66 кг | Золото |
| Олімпійський кваліфікаційний турнір з боротьби 2016 (Улан-Батор) | Данія  | греко-римська боротьба, до 66 кг | 21     |
| Олімпійський кваліфікаційний турнір з боротьби 2016 (Стамбул)    | Данія  | греко-римська боротьба, до 66 кг | 14     |
| Тор Мастерс 2017                                                 | Данія  | греко-римська боротьба, до 66 кг | Золото |
| Кубок Владислава Пітласинські 2017                               | Данія  | греко-римська боротьба, до 66 кг | Бронза |
| Гран-прі Німеччини з боротьби 2018                               | Данія  | греко-римська боротьба, до 67 кг | Срібло |
| Гран-прі Загреба з боротьби 2019                                 | Данія  | греко-римська боротьба, до 72 кг | 16     |
| Гран-прі Угорщини з боротьби 2019                                | Данія  | греко-римська боротьба, до 67 кг | 17     |
| Тор Мастерс 2019                                                 | Данія  | греко-римська боротьба, до 67 кг | Золото |
| Гран-прі Іспанії з боротьби 2019                                 | Данія  | греко-римська боротьба, до 72 кг | 7      |
| Меморіал Олега Караваєва 2019                                    | Данія  | греко-римська боротьба, до 67 кг | 10     |
| Гран-прі Німеччини з боротьби 2019                               | Данія  | греко-римська боротьба, до 67 кг | Бронза |
| Кубок Владислава Пітласинські 2021                               | Данія  | греко-римська боротьба, до 72 кг | 12     |

### Виступи на змаганнях молодших вікових груп
| Змагання                                          | Збірна | Вагова категорія                 | Місце  |
| ------------------------------------------------- | ------ | -------------------------------- | ------ |
| Північний чемпіонат з боротьби серед кадетів 2005 | Данія  | греко-римська боротьба, до 42 кг | Срібло |
| Північний чемпіонат з боротьби серед кадетів 2006 | Данія  | греко-римська боротьба, до 50 кг | Золото |
| Чемпіонат Європи з боротьби серед кадетів 2006    | Данія  | греко-римська боротьба, до 50 кг | 5      |
| Північний чемпіонат з боротьби серед кадетів 2007 | Данія  | греко-римська боротьба, до 54 кг | Золото |
| Чемпіонат Європи з боротьби серед кадетів 2007    | Данія  | греко-римська боротьба, до 54 кг | 7      |
| Північний чемпіонат з боротьби серед юніорів 2006 | Данія  | греко-римська боротьба, до 50 кг | Срібло |
| Північний чемпіонат з боротьби серед юніорів 2007 | Данія  | греко-римська боротьба, до 55 кг | Бронза |
| Чемпіонат Європи з боротьби серед юніорів 2009    | Данія  | греко-римська боротьба, до 60 кг | 7      |
| Чемпіонат світу з боротьби серед юніорів 2009     | Данія  | греко-римська боротьба, до 60 кг | 23     |
| Чемпіонат Європи з боротьби серед юніорів 2010    | Данія  | греко-римська боротьба, до 60 кг | 16     |
| Чемпіонат світу з боротьби серед юніорів 2010     | Данія  | греко-римська боротьба, до 60 кг | 5      |